# Упленген
Упленген (нем. Uplengen) — община в Германии, в земле Нижняя Саксония.
Входит в состав района Лер. Население составляет 11 467 человек (на 31 декабря 2010 года). Занимает площадь 149 км².
Коммуна подразделяется на 19 сельских округов.
| Год  | Население |
| ---- | --------- |
| 1990 | 9 544     |
| 1995 | 10 358    |
| 2000 | 10 791    |
| 2005 | 11 335    |
| 2010 | 11 469    |